# Afrida amphithrepta
Afrida amphithrepta är en fjärilsart som beskrevs av Dyar 1913. Afrida amphithrepta ingår i släktet Afrida och familjen trågspinnare. Inga underarter finns listade i Catalogue of Life.